# Pizzo Intermesoli
De Pizzo Intermesoli (2635 m) is een top van het westelijke deel van het bergmassief Gran Sasso. De top ligt op de grens van de Abruzzese provincies Teramo en L'Aquila. In vroeger tijden werd de berg door herders Monte Grillo genoemd.
Ten westen van de berg ligt het Val Maone dat uitloopt op de hoogvlakte Campo Pericoli. Het gemakkelijkst en snelst is de Pizzo Intermesoli te beklimmen vanaf de Campo Imperatore via de berghut Duca degli Abruzzi (2388 m). De tocht naar de top duurt ongeveer drie en half uur. Vanaf de top heeft men uitzicht op de hoogste top van het massief, de Corno Grande (2912 m). De twee toppen zijn hemelsbreed maar drie kilometer van elkaar verwijderd.